# 尤利西斯·摩爾
《尤利西斯·摩爾》（英文：Ulysses Moore）是一套推理与历奇小说。

## 简介
十一岁的双胞胎兄妹积信和朱莉亚，与父母搬到了位于基穆尔·科夫的阿尔戈山庄。山庄原来的主人尤利西斯‧摩爾是一个神秘的人物，他在这儿隐藏了很多不为人知秘密。兄妹俩和（朋友）里克开始了他们的探险，通过时间之门，找到一艘古老的海盗船，来到埃及的古墓中。

## 小說目錄
1. 第一冊:~ 英文名：The Door to Time
  - 正體譯名： 《時間之門》（李慧儀譯）
2. 第ニ冊:~英文名：The Long Lost Map
  - 正體譯名：《神祕的地圖》（李慧儀譯）
3. 第三冊:~英文名：The House of Mirror
  - 正體譯名：《旋轉的鏡屋》（李慧儀譯）
4. 第四冊:~英文名：The Isle of Masks
  - 正體譯名：《面具島探秘》（顧志翱譯）
5. 第五冊:~英文名：
  - 正體譯名：《死亡通道》（顧志翱譯）
6. 第六冊:~英文名：
  - 正體譯名：《終極真相》（顧志翱譯）

## 主要人物

### 基穆尔·科夫
- 积信·科文德（英文：Jackson Covenant），少年梦想家，酷爱探险，能够感知到冥冥之中的东西，比如幽灵。遇到事情容易急躁，经常冒出一此十分疯狂的念头。
- 朱莉亚·科文德（英文：Julia Covenant），积信的双胞胎妹妹，典型的城市女孩，喜欢喧闹而有朝喜的城市生活。
- 里克·班納*（英文：Rick Banner），积信、朱莉亚在基穆尔·科夫认识的朋友，勇敢紧强，遇事冷静，善于分析。
- 尤利西斯·摩爾（英文：Ulysses Moore），山庄原来的主人，是一个神秘的人物。
- 内斯特（英文：Nestor），山庄的管理员，曾经处理过摩爾很多事务，所以他很了解山庄的秘密。他看来很冷漠，内心却很善良
- 奥利维亚·牛頓（英文：Oblivia Mewton），绰号“群贼夫人”，为目标不择手段。
- 曼弗雷特（英文：Manfred），奥利维亚的助手，很讨厌猫。
- 比格斯（英文：Cleopatra），她基穆尔·科夫住了六十五年，养了很多猫。

### 埃及
- 玛鲁克（英文：Maruk），埃及大法律师的女儿，积信和里克在埃及认识的好朋友。
- 「失落已久的地图」老店主，曾经是索引员，在寻找「不在那儿的房间」时，引起了一场大火，被驱逐出生命屋，从此自己开了一家地图商店。

## 外部連結
Scholastic.com | Ulysses Moore